# Hypochthoniidae
Hypochthoniidae zijn  een familie van mijten. Bij de familie zijn 5 geslachten met circa 25 soorten ingedeeld.